# Fibra muscular

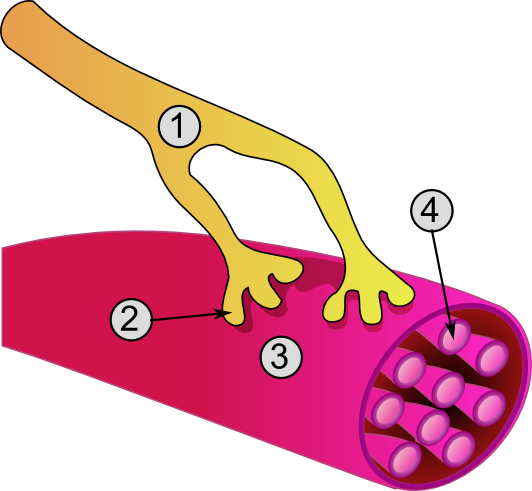
fibra muscular e junção neuromuscular :1. axónio2. junção neuromuscular3. fibra muscular (miócito)4. miofibrilha

Fibras musculares ou miócitos são as células que constituem os músculos. Podem ter entre 30 a 50 micrómetros de comprimento e possuir um ou mais núcleos. Para além do seu tamanho e forma, estas células têm ainda outra particularidade: são preenchidas por feixes longitudinais de miofibrilas, responsáveis pela contracção muscular.
As fibras musculares podem ser agrupadas de acordo com o tipo de tecido que compõem: músculo esquelético, músculo liso e músculo cardíaco. As células do músculo cardíaco  chamam-se “cardiomiócitos”.
Os exercícios físicos são necessário para o estiramento das fibras musculares, aumentado a flexibilidade do corpo.